# Rheumaptera titubata
Rheumaptera titubata là một loài bướm đêm trong họ Geometridae.